# Hugo Ekitiké
Hugo Ekitiké (Reims, 2002. június 20. –) francia korosztályos válogatott labdarúgó, csatára. A Premier League-ben szereplő Liverpool játékosa.

## Pályafutása

### Klubcsapatokban
Ekitiké a franciaországi Reims városában született. Az ifjúsági pályafutását a Cormontreuil csapatában kezdte, majd a Reims akadémiájánál folytatta.
2019-ben mutatkozott be a Reims tartalék, majd 2020-ban az első osztályban szereplő felnőtt keretében. Először a 2020. október 17-ei, Lorient ellen 3–1-re elvesztett mérkőzés 35. percében, Dereck Kutesa cseréjeként lépett pályára. Első gólját 2021. szeptember 12-én, a Rennes ellen idegenben 2–0-ás győzelemmel zárult találkozón szerezte meg. A 2020–21-es szezon második felében a dán Vejle, míg a 2022–23-as szezonban a PSG csapatát erősítette kölcsönben. 2023 júniusában élt a klub a vételi opciójával.
2024. február 1-jén a német Eintracht Frankfurt vételi opcióval a szezon végéig kölcsönbe vette. Április 26-án aktiválták a vételi opciót, és 16,5 millió eurós díj ellenében szerződtették. 2029. június 30-ig szóló szerződést írt alá.

#### Liverpool
2025. július 23-án 80+12 millió euróért kivásárolták az Eintracht Frankfurt csapatától.

### A válogatottban
Ekitiké 2021-ben debütált a francia U20-as válogatottban. Először a 2021. október 7-ei, Tunézia ellen 1–1-es döntetlennel zárult mérkőzésen lépett pályára.

## Statisztikák
2024. augusztus 24. szerint
| Klub                | Szezon   | Osztály          | Bajnokság | Bajnokság | Kupa  | Kupa | Nemzetközi | Nemzetközi | Összesen | Összesen |
| Klub                | Szezon   | Osztály          | Meccs     | Gól       | Meccs | Gól  | Meccs      | Gól        | Meccs    | Gól      |
| ------------------- | -------- | ---------------- | --------- | --------- | ----- | ---- | ---------- | ---------- | -------- | -------- |
| Reims               | 2020–21  | Ligue 1          | 2         | 0         | 0     | 0    | —          | —          | 2        | 0        |
| Reims               | 2021–22  | Ligue 1          | 24        | 10        | 2     | 1    | —          | —          | 26       | 11       |
| Vejle               | 2020–21  | Danish Superliga | 11        | 3         | 0     | 0    | —          | —          | 11       | 3        |
| PSG                 | 2022–23  | Ligue 1          | 25        | 3         | 3     | 1    | 4          | 0          | 32       | 4        |
| PSG                 | 2023–24  | Ligue 1          | 1         | 0         | 0     | 0    | 0          | 0          | 1        | 0        |
| Eintracht Frankfurt | 2023–24  | Bundesliga       | 14        | 4         | 0     | 0    | 2          | 0          | 16       | 4        |
| Eintracht Frankfurt | 2024–25  | Bundesliga       | 1         | 0         | 1     | 2    | 0          | 0          | 2        | 2        |
| Összesen            | Összesen | Összesen         | 78        | 20        | 6     | 4    | 6          | 0          | 90       | 24       |

## Sikerei, díjai
PSG
- Ligue 1
  - Bajnok (1): 2022–23

- Francia Szuperkupa
  - Győztes (2): 2022, 2023

Francia U20-as válogatott
- Touloni Ifjúsági Torna
  - Győztes (1): 2022